# Етон (Савоја)
Етон (фр. Aiton) насеље је и општина у источној Француској у региону Рона-Алпи, у департману Савоја која припада префектури Сен Жан де Морјен.
По подацима из 2011. године у општини је живело 1759 становника, а густина насељености је износила 107,98 становника/km². Општина се простире на површини од 16,29 km². Налази се на средњој надморској висини од 405 метара (максималној 1.009 m, а минималној 286 m).

## Демографија
| 1962. | 1968. | 1975. | 1982. | 1990. | 1999. | 2011. |
| ----- | ----- | ----- | ----- | ----- | ----- | ----- |
| 361   | 412   | 398   | 516   | 564   | 1.163 | 1.759 |

График промене броја становника у току последњих година